# Kasteel De Klosse

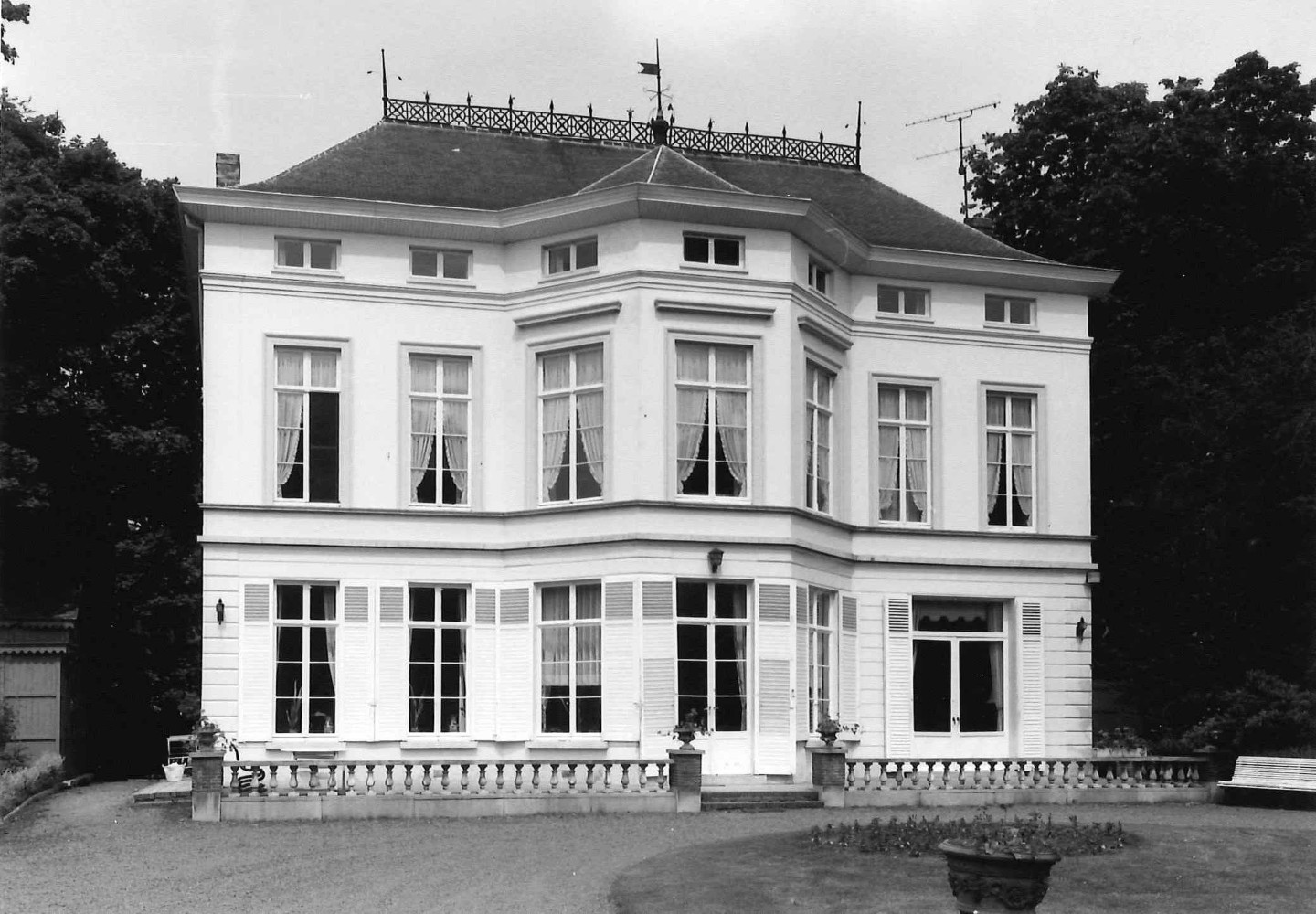
Kasteel De Klosse in 1979

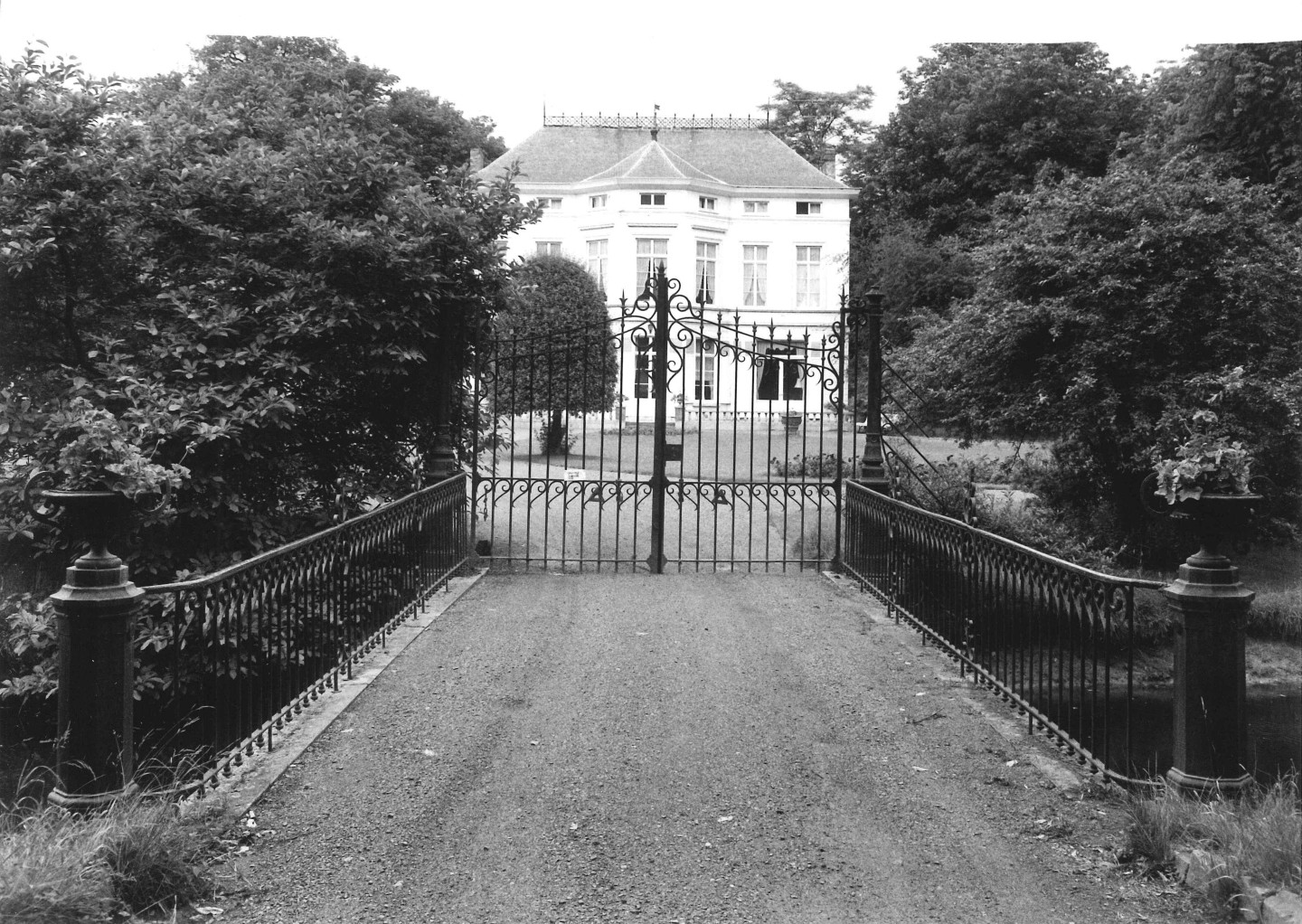
Kasteel De Klosse in 1979

Het Kasteel De Klosse is een kasteel in de tot de gemeente Gent behorende plaats Zwijnaarde, gelegen aan de Grotesteenweg-Zuid 22-24.
Het kasteeltje is vermoedelijk in 1845 gebouwd en mogelijk is een oudere kern aanwezig. De stijl toont kenmerken van het neoclassicisme. In het interieur vindt men een spiltrap en een salon in empirestijl.
Het kasteel is, samen met enkele dienstgebouwen, door een vierkante gracht omgeven en bevindt zich in een mooi park.